# 科野新羅
科野新羅（しなぬ の しらき、生没年不詳）は、欽明朝前半期の百済官僚。日本人であるが、百済王権に仕えた倭系百済官僚。官位は百済官位六等「奈率」。

## 概要
『日本書紀』百済系史料に記される斯那奴氏（科野氏）の活動は以下である。
1.
2.
3.
1.では百済と継体天皇の外交において、百済使者「日本斯那奴阿比多」が現れるが、斯那奴阿比多の動向について、欽明天皇十一年に倭国が派遣した外交使節とみる見解があるが、そう単純ではなく、何故ならば、1.と2.の間にあたる期間に斯那奴氏（科野氏）が倭系百済官僚として現れるためである。
官位「施徳」を有する斯那奴次酒がみえるが、斯那奴氏（科野氏）は、『日本書紀』に他に現れない信濃豪族であり、ヤマト王権において活発に活動していたわけではなく、それを考慮すると斯那奴阿比多、斯那奴次酒、科野新羅は近しい関係にある可能がある。すなわち、斯那奴阿比多、斯那奴次酒、科野新羅の関係であるが、倭国における有力豪族とは言い難い斯那奴氏（科野氏）という共通性からすれば無関係とは考え難く、斯那奴阿比多の活動は継体天皇十年から欽明天皇十一年、斯那奴次酒の活動は欽明天皇五年から欽明天皇十五年、科野新羅の活動は欽明天皇十四年であり、斯那奴阿比多は一世代前から活動を始めていることになるため、斯那奴阿比多が父、斯那奴次酒・科野新羅が兄弟の可能性がある。